# Шатне (Эн)
Шатне́ (фр. Châtenay) — коммуна во Франции, находится в регионе Рона — Альпы. Департамент — Эн. Входит в состав кантона Шаламон. Округ коммуны — Бурк-ан-Брес.
Код INSEE коммуны — 01090.

## География
Коммуна расположена приблизительно в 380 км к юго-востоку от Парижа, в 45 км северо-восточнее Лиона, в 20 км к югу от Бурк-ан-Бреса.
По территории коммуны протекает небольшая река Вель, есть много озёр.

## Климат
Климат полуконтинентальный с холодной зимой и тёплым летом. Дожди бывают нечасто, в основном летом.

## История
Первое упоминание о деревне относится к IX веку.

## Население
Население коммуны на 2010 год составляло 352 человека.
| 1962 | 1968 | 1975 | 1982 | 1990 | 1999 | 2010 |
| ---- | ---- | ---- | ---- | ---- | ---- | ---- |
| 252  | 249  | 225  | 266  | 276  | 308  | 352  |

## Администрация
| Период | Период | Фамилия        | Партия | Примечания |
| ------ | ------ | -------------- | ------ | ---------- |
| 1995   | 2008   | Жак Гарнье     |        |            |
| 2008   | 2014   | Дени Де Марино |        |            |
| 2014   | 2020   | Сирий Шаффар   |        |            |

## Экономика
В 2010 году среди 242 человек трудоспособного возраста (15-64 лет) 165 были экономически активными, 77 — неактивными (показатель активности — 68,2 %, в 1999 году было 72,5 %). Из 165 активных жителей работали 165 человек (90 мужчин и 75 женщин), безработных не было. Среди 77 неактивных 19 человек были учениками или студентами, 29 — пенсионерами, 29 были неактивными по другим причинам.

## Фотогалерея

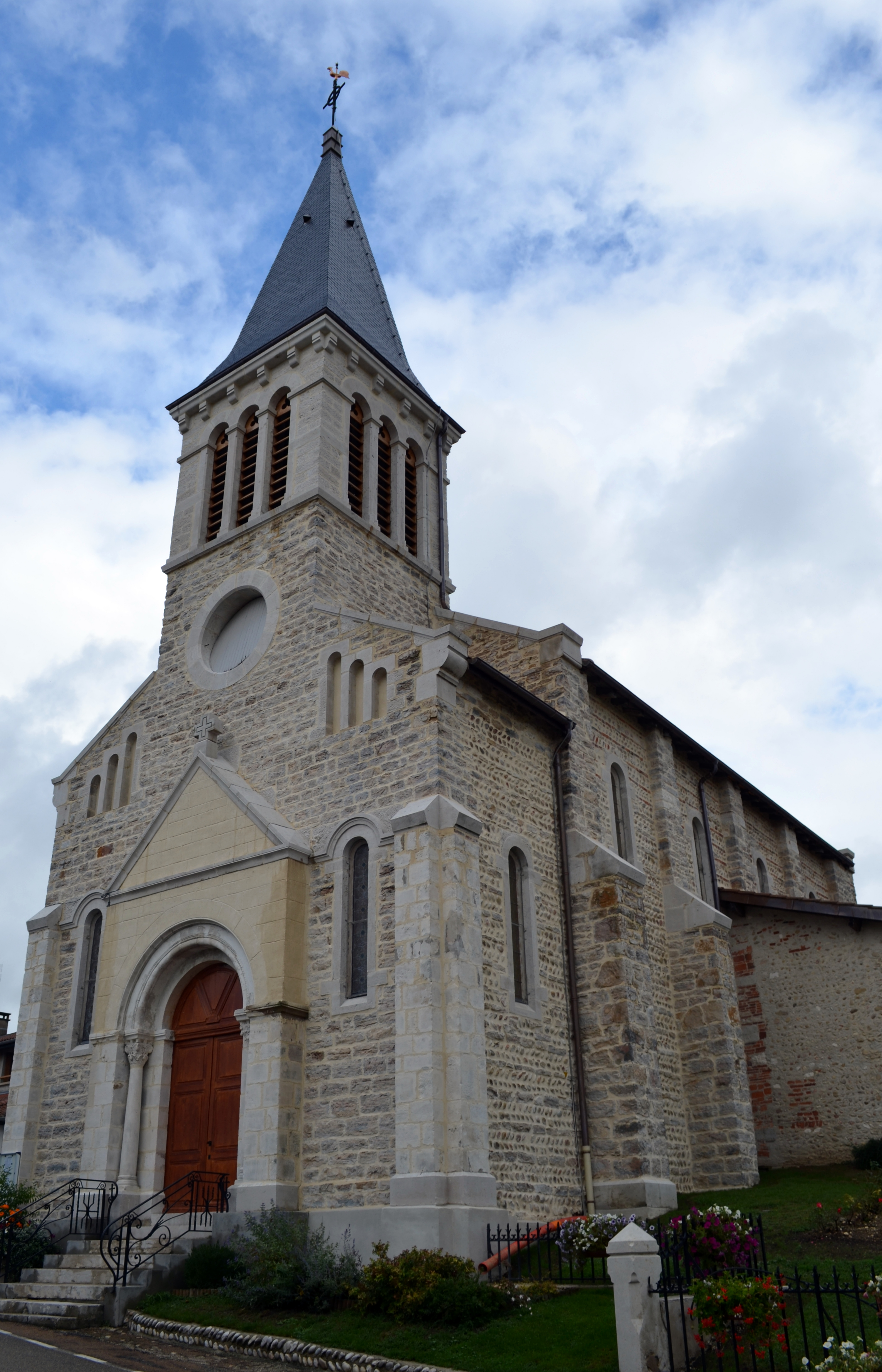
Церковь
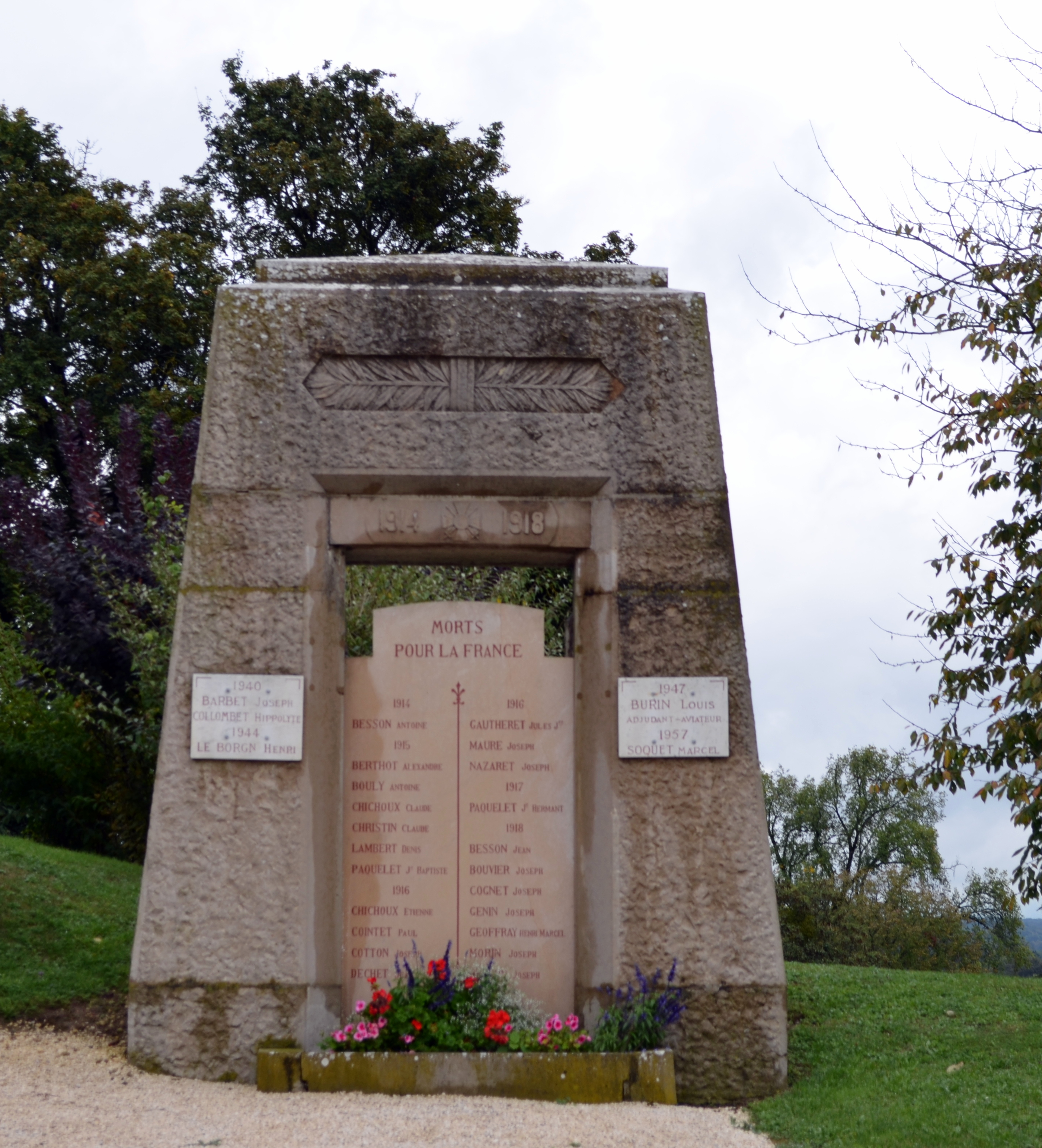
Военный мемориал
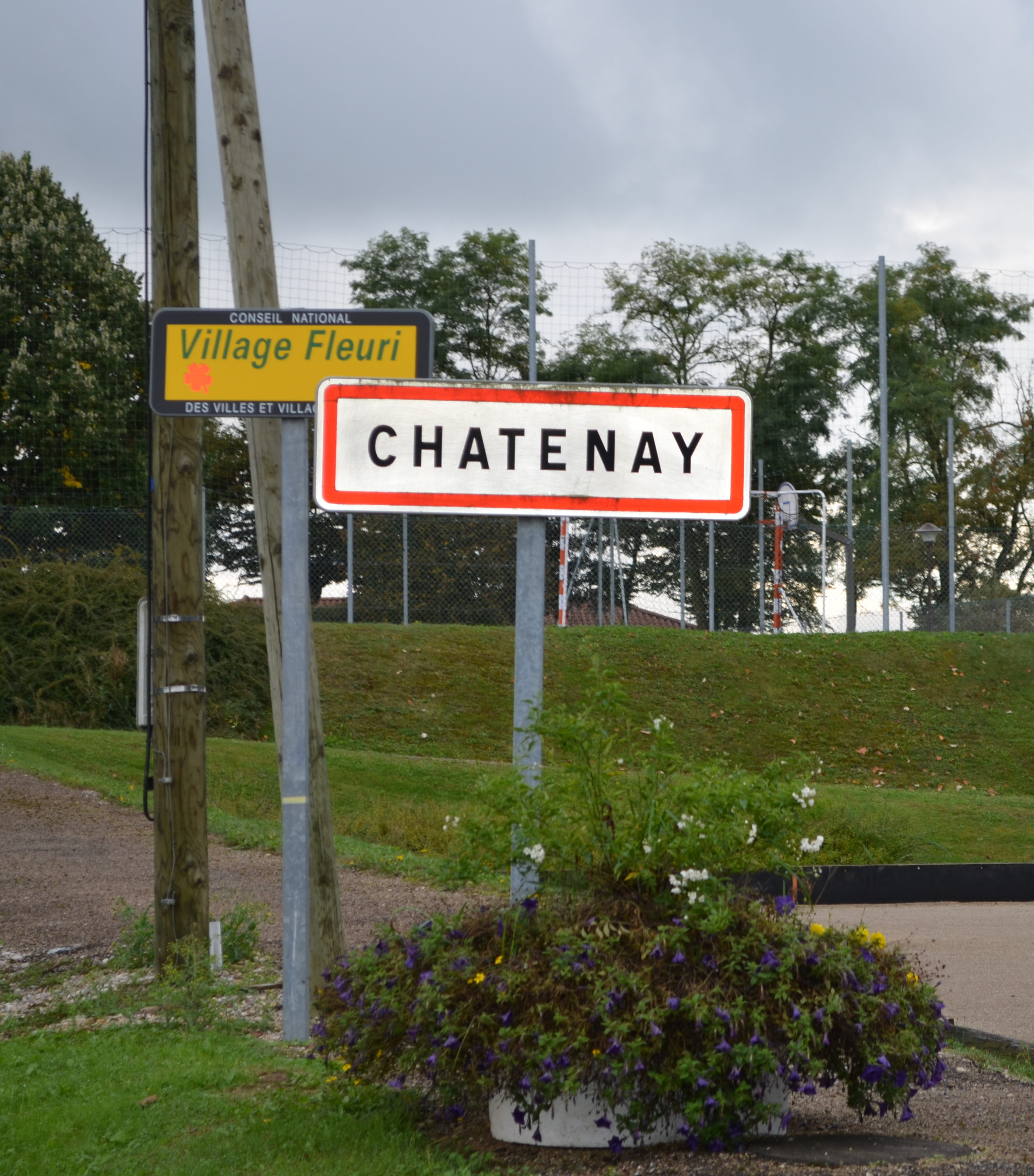
Знак на въезде в Шатне
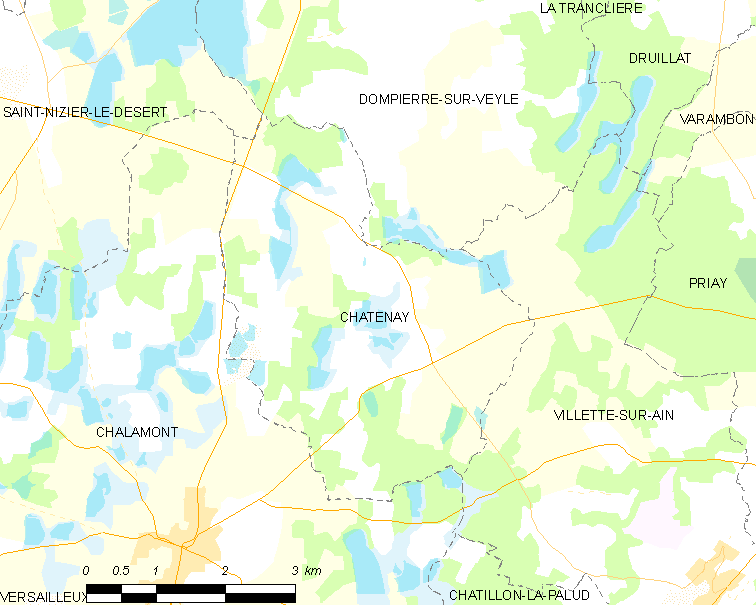
Карта коммуны